# 上方漫才トラディショナル
上方漫才トラディショナル（かみがたまんざいトラディショナル）は、毎日放送（MBSテレビ）で毎年12月31日に放送されているお笑い特番である。基本関西ローカルだがGAORAでも放送。

## 出演者
※2020年度:
- 中田カウス
- オール阪神・巨人
- 大木こだまひびき
- ザ・ぼんち
- ハイヒール
- ティーアップ
- 矢野・兵動
- ザ・プラン9
- テンダラー
- シャンプーハット
- 笑い飯
- レイザーラモン
- ダイアン
- とろサーモン
- パンクブーブー
- モンスターエンジン
- なすなかにし
- チキチキジョニー
- 銀シャリ
- アキナ
- かまいたち
- 藤崎マーケット
- アインシュタイン
- トレンディエンジェル
- 学天即
- ミルクボーイ
- 祇園
- 見取り図
- 吉田たち
- ロングコートダディ
- ビスケットブラザーズ
- 滝音
- さや香
- オズワルド
- ネイビーズアフロ
- からし蓮根
- コウテイ
- カベポスター

## 放映リスト
2015年度以降。
| 年度   | 放送日         | 放送時間      |
| ------ | -------------- | ------------- |
| 2015年 | 2015年12月31日 | 13:55 - 17:00 |
| 2016年 | 2016年12月31日 | 14:00 - 17:00 |
| 2017年 | 2017年12月31日 | 13:00 - 16:30 |
| 2018年 | 2018年12月31日 | 13:00 - 16:30 |
| 2019年 | 2019年12月31日 | 12:00 - 16:30 |
| 2020年 | 2020年12月31日 | 12:00 - 16:30 |
| 2021年 | 2021年12月31日 | 12:00 - 16:30 |
| 2022年 | 2022年12月31日 | 12:00 - 16:30 |
| 2023年 | 2023年12月31日 | 11:40 - 15:24 |

## スタッフ
2020年12月31日放送分
- ナレーション：川畑泰史（吉本新喜劇）
- 構成：武輪真人
- TM：喜多良平（MBS）
- TD／SW：松本卓紘
- VE：中尾元泰
- CAM：桜井康行
- MIX：外島真由美
- LD：疋田展久
- 収録：浦真由美
- 美術プロデューサー：前原清花
- デザイン：今西賢
- 編集：和久田智世、清水千晶
- MA：河原夕子
- 協力：よしもとブロードエンタテインメント、関西東通、放送映画製作所、サウンドエースプロダクション、アーチェリープロダクション、チョコフィルム、えむき、毎日舞台、高津商会、新光企画、藤貴園芸、すくらんぶる、MORE、WEST、キャスト・プラン
- 宣伝：水野愛美（MBS）
- 編成：藤原大輔（MBS）
- AD：巴千賀音、橋本都、盛田南美
- FD：守屋賢（よしもとブロードエンタテインメント）
- AP：上谷真璃
- ディレクター：竹本明香、前等、平野孝雄、岩田充弘
- プロデューサー：松原謙介（MBS）、真鍋理恵・三木駿人（両社とも吉本興業）、鷲見演博（よしもとブロードエンタテインメント）
- 制作協力：吉本興業、松竹芸能
- 製作著作：MBS（毎日放送）